# برداشن
برداشن (به ارمنی: Բերդաշեն) یک روستا در ارمنستان است که در استان شیراک واقع شده‌است. برداشن در ۳۸ کیلومتری شمال غرب گیومری، مرکز استان شیراک واقع شده‌است.

## خصوصیات
برداشن ۲۶۹ نفر جمعیت دارد و در ارتفاع ۲۰۲۰ متر بالاتر از سطح دریا قرار گرفته‌است.